# Кальтененгерс
Кальтененгерс (нім. Kaltenengers) — громада в Німеччині, розташована в землі Рейнланд-Пфальц. Входить до складу району Маєн-Кобленц. Складова частина об'єднання громад Вайсентурм.
Площа — 3,07 км2. Населення становить 2156 ос. (станом на 31 грудня 2020).

## Галерея

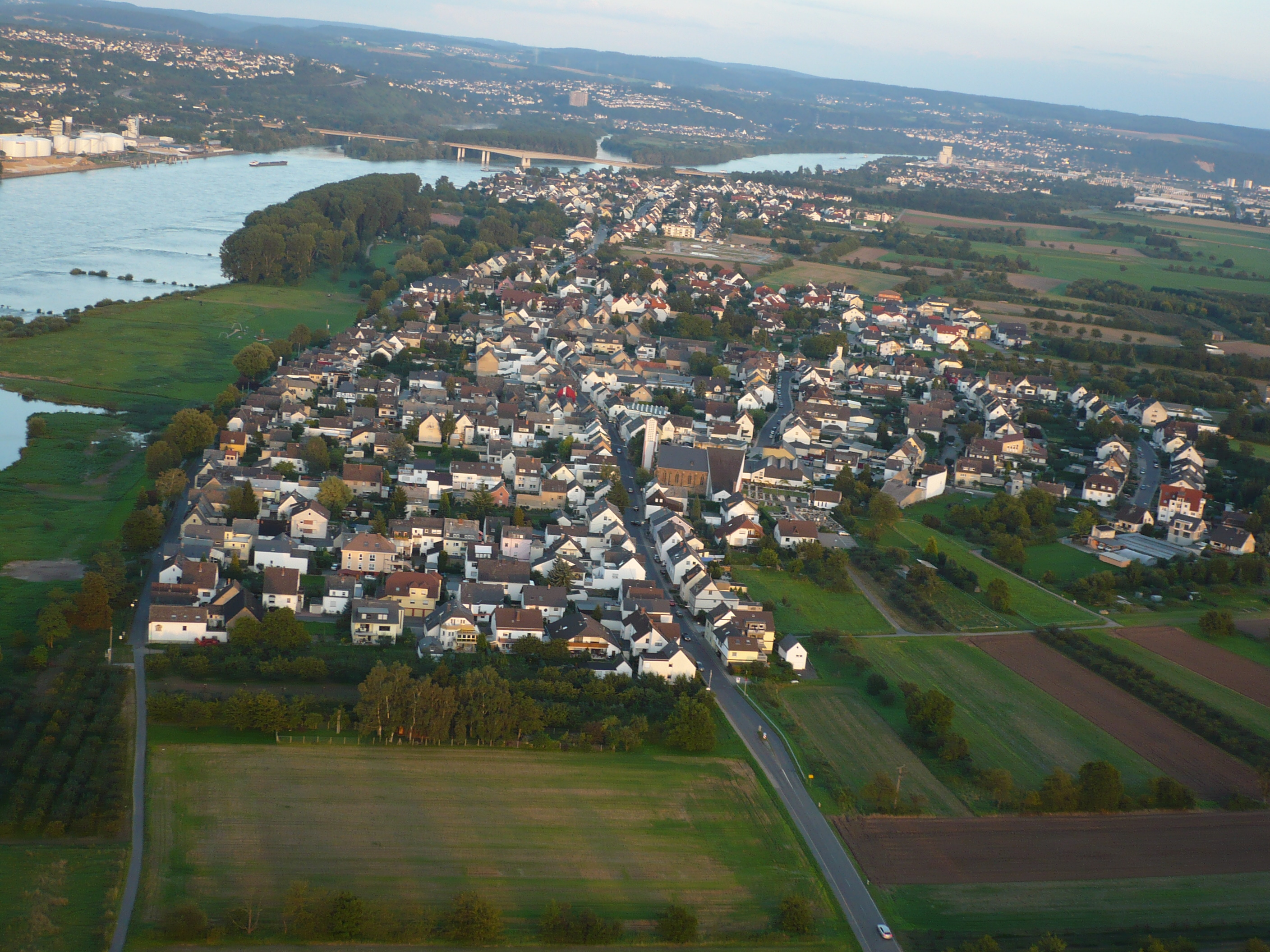
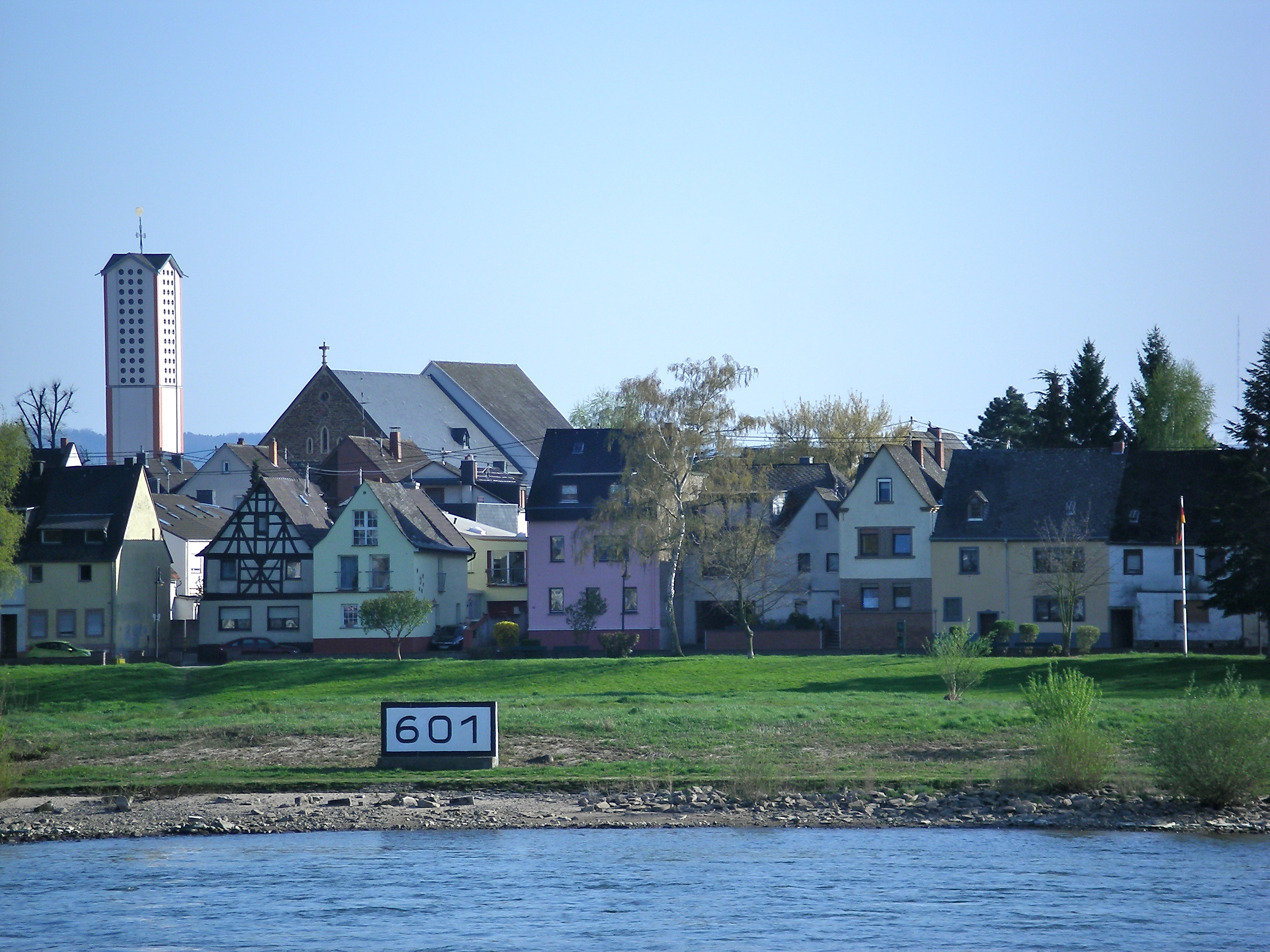